# 隆背張口蟹
隆背張口蟹（學名：Chasmagnathus convexus），亦作隆脊張口蟹，是一種在東亞的特有種，常見於乾潟，屬於方蟹總科的弓蟹科，分布於北至日韓、南至越南北部。在日本及台灣，本物種又稱作「濱蟹」。
本物種有兩個不同的形式，主要是顏色的分別：有橄欖綠及紫色兩種。這個分別相信是因為食性的分別而造成。與其他物種相比，本物種的尺寸算是比較大。其頭胸甲有4.5至5（1.8至2.0英寸）闊，橫長近圓形。本物種主要是夜行性。